# Place Saint-Joseph (Pontevedra)
La Place Saint-Joseph est une place du XIXe siècle située au centre de la ville de Pontevedra (Espagne), dans la première zone d'expansion urbaine, près du quartier Campolongo.

## Origine du nom
La place doit son nom à l'ancienne chapelle démolie Saint-Joseph, située sur le côté sud-est de la place.

## Histoire
La place est née de la rencontre de voies de communication à la fin du XIXe siècle, à la confluence des rues Marquis de Riestra, Oliva et Augusto González Besada. Elle est située dans l'ancien Champ Saint-Joseph, qui doit son nom à la chapelle, aujourd'hui disparue, qui se trouvait sur le site actuellement occupé par le bâtiment de la Caisse d'épargne de Pontevedra. Dans la première moitié du XIXe siècle, dans le Champ Saint-Joseph, il y avait une chênaie qui formait des allées à l'ombre desquelles se tenait une foire au bétail (bovins, porcs, chevaux et moutons) le premier et le quinzième de chaque mois.
La chapelle baroque Saint-Joseph a été construite en 1712. Il s'agissait d'un bâtiment de taille moyenne dont la façade présentait l'image de Saint-Joseph située dans une niche dans la partie supérieure d'un fronton circulaire au-dessus duquel se trouvaient les armoiries des familles Gago et Montenegro, entre autres. Sa construction est attribuée à Pablo Payo Gago de Mendoza y Sotomayor. D'importants mariages et enterrements y étaient célébrés. Elle a été démolie au début des années 1940 car elle gênait le développement urbain du centre-ville.
La place était également l'emplacement du pazo baroque des familles Gago de Mendoza et Montenegro, qui date du XVe siècle. Le pazo se trouvait sur le côté nord de la place, et son centre était situé sur le site actuellement occupé par le Café Moderno. Il reste une partie de la structure située à gauche de la maison-pazo au début de la rue Oliva. Dans les années 1980, on lui a ajouté un nouvel étage et les créneaux d'origine ont été déplacés au sommet. Il comportait une tour centrale de trois étages et deux tours latérales de deux étages avec des créneaux pointus au centre desquels se trouvaient des étoiles à six branches inscrites dans un cercle. L'espace qui constitue aujourd'hui la place était utilisé il y a des siècles comme place d'armes du pazo. C'est le lieu de naissance des trois frères Gago de Mendoza, des marins distingués.
Le 12 avril 1888, l'hôtel Méndez Núñez (démoli dans les années 1980) a été inauguré sur le côté ouest de la place. Il disposait d'un restaurant et d'une salle de réunion. Quand il a fermé, il est devenu un lieu d'arrêt de bus. L'hôtel est né lors du premier boom hôtelier provoqué par l'arrivée du chemin de fer sur la place de la Gare toute proche. En 1932, la rédaction du magazine littéraire Cristal se trouvait dans le grenier de l'hôtel et fut visitée par Federico García Lorca.
En 1902, le bâtiment du Café Moderno fut achevé, commandé par Bernardo Martinez Bautista, un émigrant devenu riche à Cuba, sur le site de l'ancien pazo des familles Gago de Mendoza et Montenegro. En 1903, le Café Moderno a été inauguré au rez-de-chaussée avec une atmosphère distinguée, un point de rencontre pour les réunions et les projections de films, et le pavage de la place a été réalisé par le maître d'œuvre M. Miranda. En 1904, la place très fréquentée a servi de cadre à une séance de cinéma pour le film Ali Baba. Dans les premières décennies du XXe siècle, la place possédait un kiosque en son centre et est devenue un épicentre culturel et un lieu de rencontre pour les intellectuels galiciens.
En décembre 1943, la rénovation du pavage et des trottoirs de la place a été approuvée, ainsi que le système d'égouts. En 1944, la Caisse d'épargne de Pontevedra a acquis un bâtiment en construction sur le site de l'ancienne chapelle Saint-Joseph pour son siège provincial et a inauguré le nouveau bâtiment en 1948.
La place s'est appelée place Saint-Joseph jusqu'en 1931, date à laquelle elle a été rebaptisée place Pablo Iglesias. Le 28 décembre 1936, la place a été renommée place Saint-Joseph et, en démocratie, place Calvo Sotelo avant de reprendre son nom traditionnel de place Saint-Joseph le 25 avril 1996.
La place a été entièrement réaménagée en 2001 et transformée en un espace quasi-piétonnier,.
En 2006, le Monument à la Tertulia a été installé au centre de la place, en hommage aux intellectuels galiciens liés au Café Moderno dans les premières décennies du XXe siècle.

## Description
La place a une forme triangulaire irrégulière et les cinq rues Marquis de Riestra, Oliva, Rosalía de Castro, Saint-Joseph et Augusto García Besada y convergent. C'est l'un des points névralgiques de la première expansion urbaine de la ville.
La place est pavée de dalles de couleur grise et sépia en alternance et est semi-piétonne, avec une seule voie de circulation dans la partie nord qui canalise le trafic de la rue Marquis de Riestra vers la rue Augusto González Besada,,.
La place est dominée au nord par le bâtiment du Café Moderno, et au sud-est par le bâtiment de la Caisse d'épargne de Pontevedra. Au milieu de la place, sur une base de granit noir poli, se dresse le Monument à la Tertulia, créé en 2006 par le sculpteur César Lombera pour commémorer les réunions tenues ici par les intellectuels galiciens. Au-dessus du bâtiment de la Caisse d'épargne de Pontevedra surplombant la place se trouve la statue de Teucros, le fondateur mythique de la ville, également réalisée en 2006 par le sculpteur Cándido Pazos.
La place compte au total seize arbres : cinq magnolias de Chine, trois pommiers de Sibérie et trois pommiers rouges, tous deux greffés sur des variétés de pommiers indigènes, ainsi que cinq pommiers domestiques greffés sur des pommiers asiatiques.

## Bâtiments remarquables
Sur le côté nord-ouest de la place se trouvent les vestiges du pazo baroque des familles Gago de Mendoza et Montenegro, qui compte actuellement deux étages. Ses créneaux pointus se détachent dans la partie supérieure, décorés au centre d'étoiles à six branches inscrites dans un cercle.
Sur le côté nord de la place et à côté de l'ancien pazo de la famille Gago de Mendoza se trouve le bâtiment du Café Moderno, avec une façade éclectique en pierre et l'intérieur art nouveau le plus important de la ville. Il comporte trois étages, abritant le Café Moderno au rez-de-chaussée. La façade présente des galeries en fer forgé et des éléments ornementaux de forme géométrique.
Sur le côté sud-est de la place se trouve le bâtiment central de la Caisse d'épargne de Pontevedra. C'est un bâtiment majestueux en pierre, avec quatre étages et un rez-de-chaussée. Le grand hall, auquel on accède depuis l'entrée principale, relie les différentes salles du bâtiment.

## Galerie

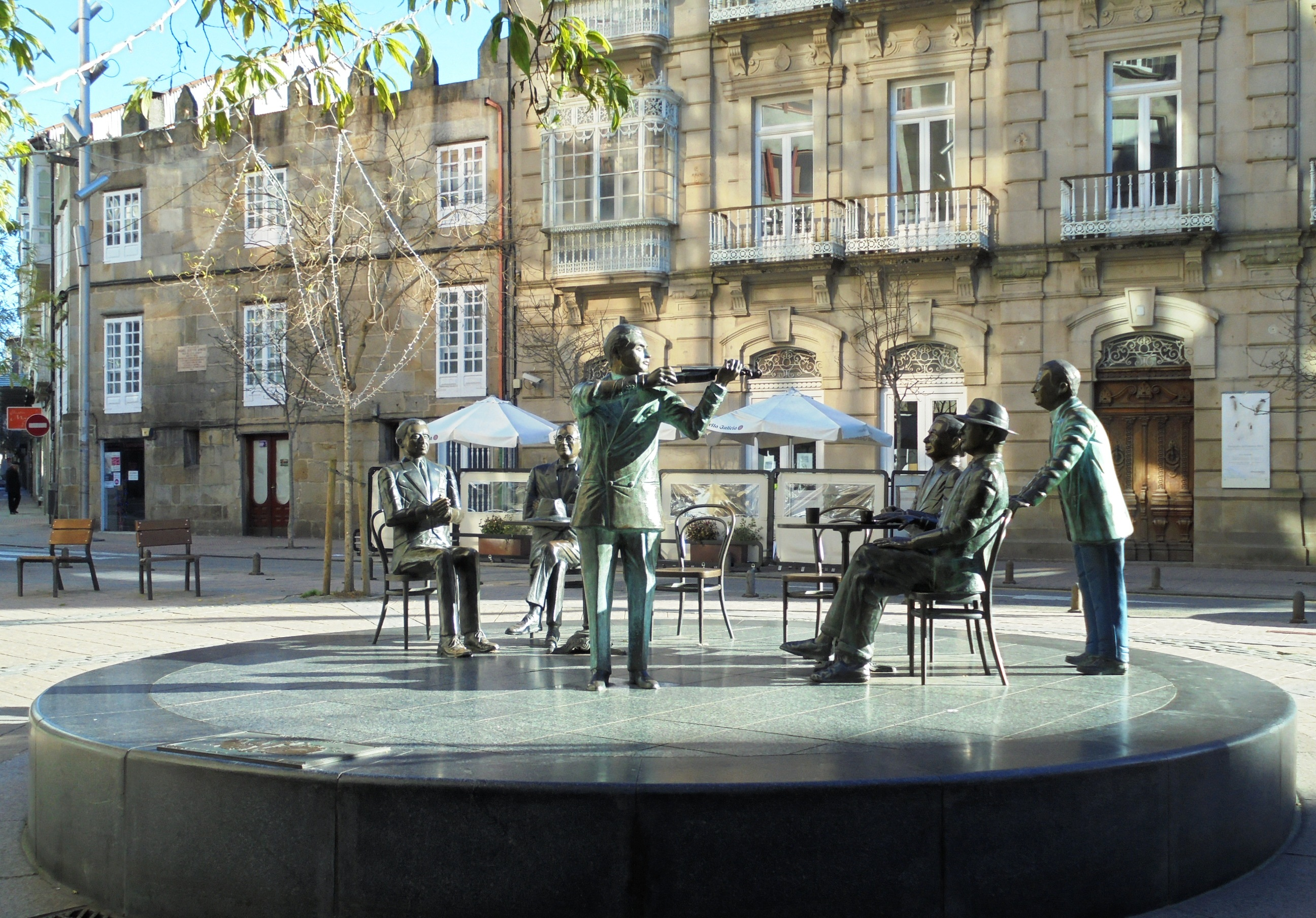
Vestiges du pazo crénelé de la famille Gago de Mendoza en arrière-plan à gauche
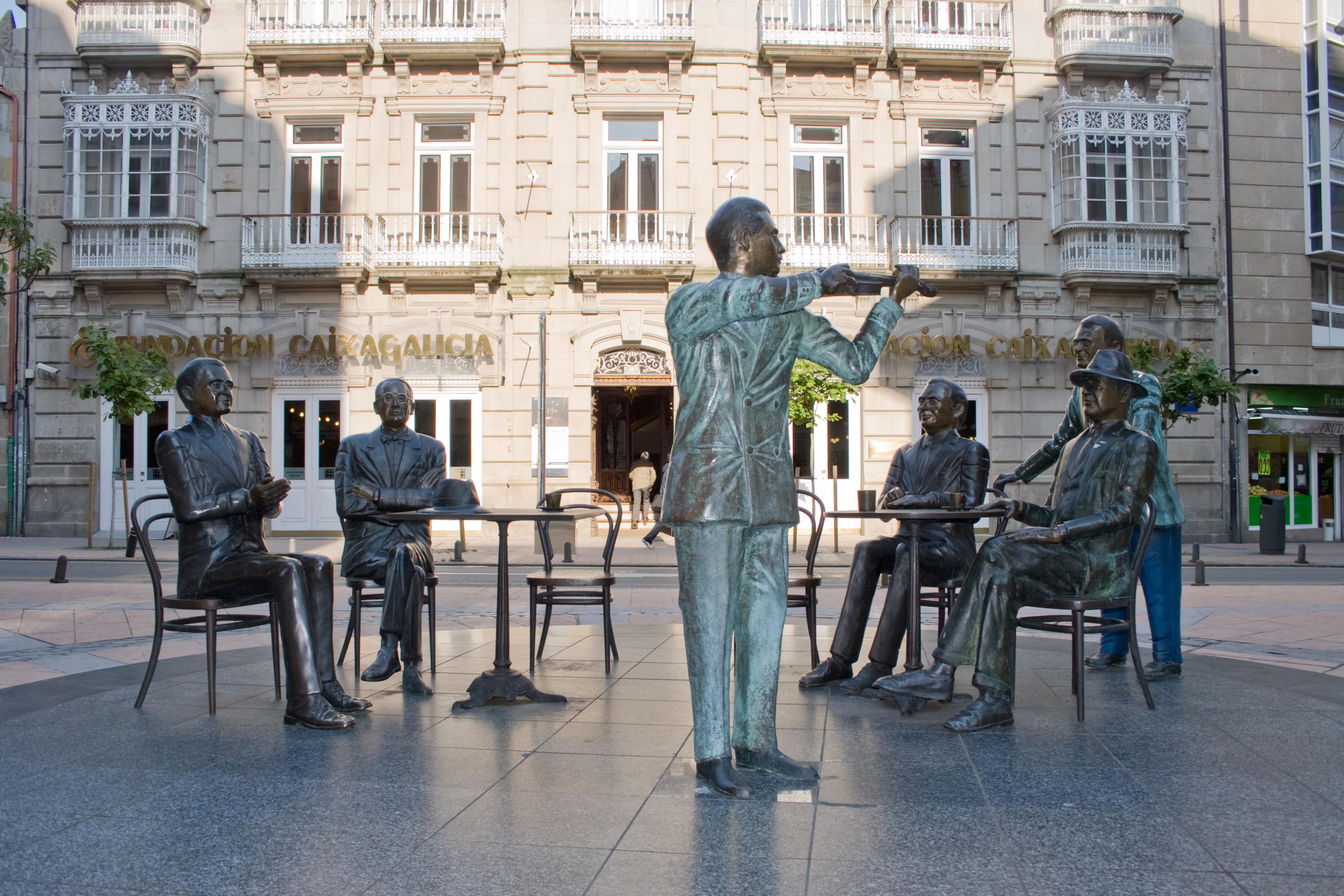
Monument à la Tertulia au centre de la place
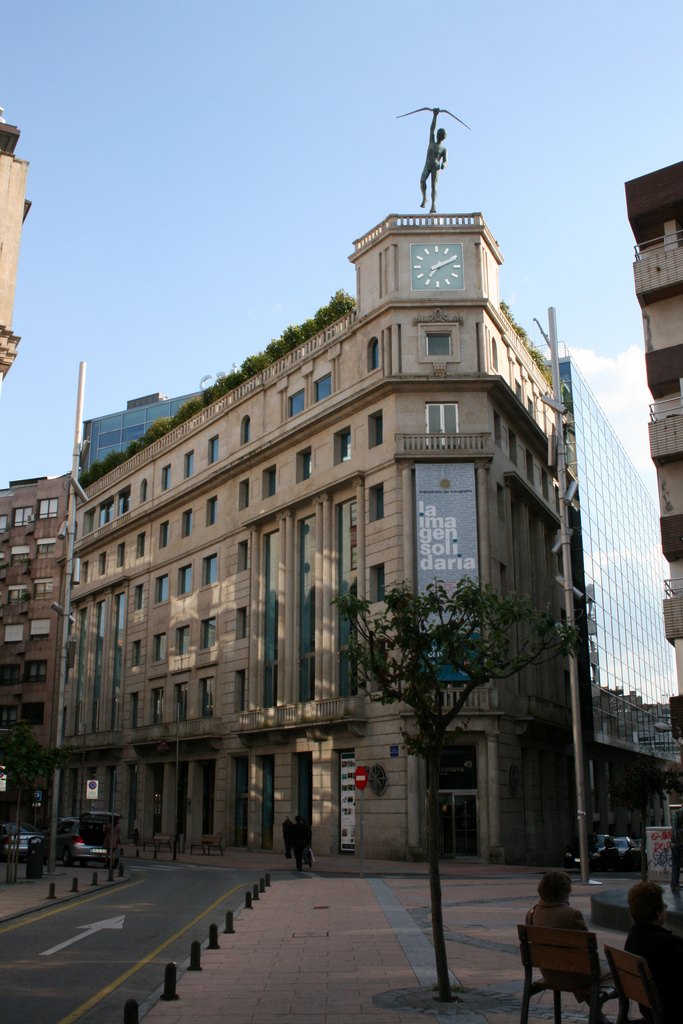
Bâtiment Caixa de Pontevedra sur le côté sud-est de la place
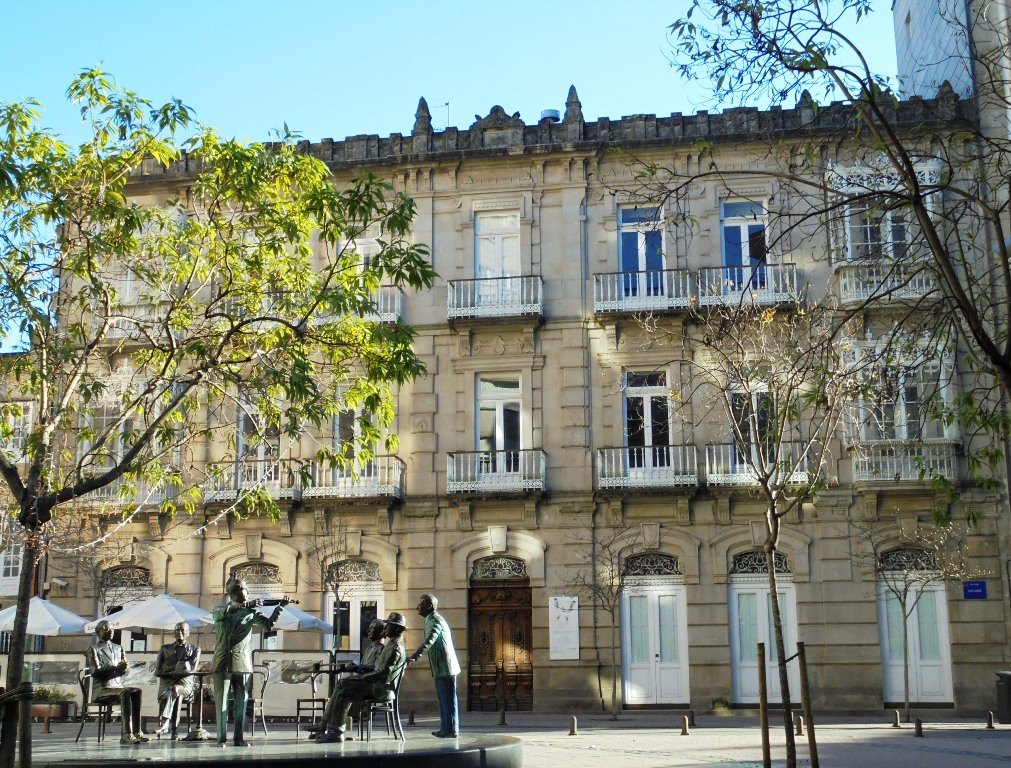
Le Café Moderno sur le côté nord de la place
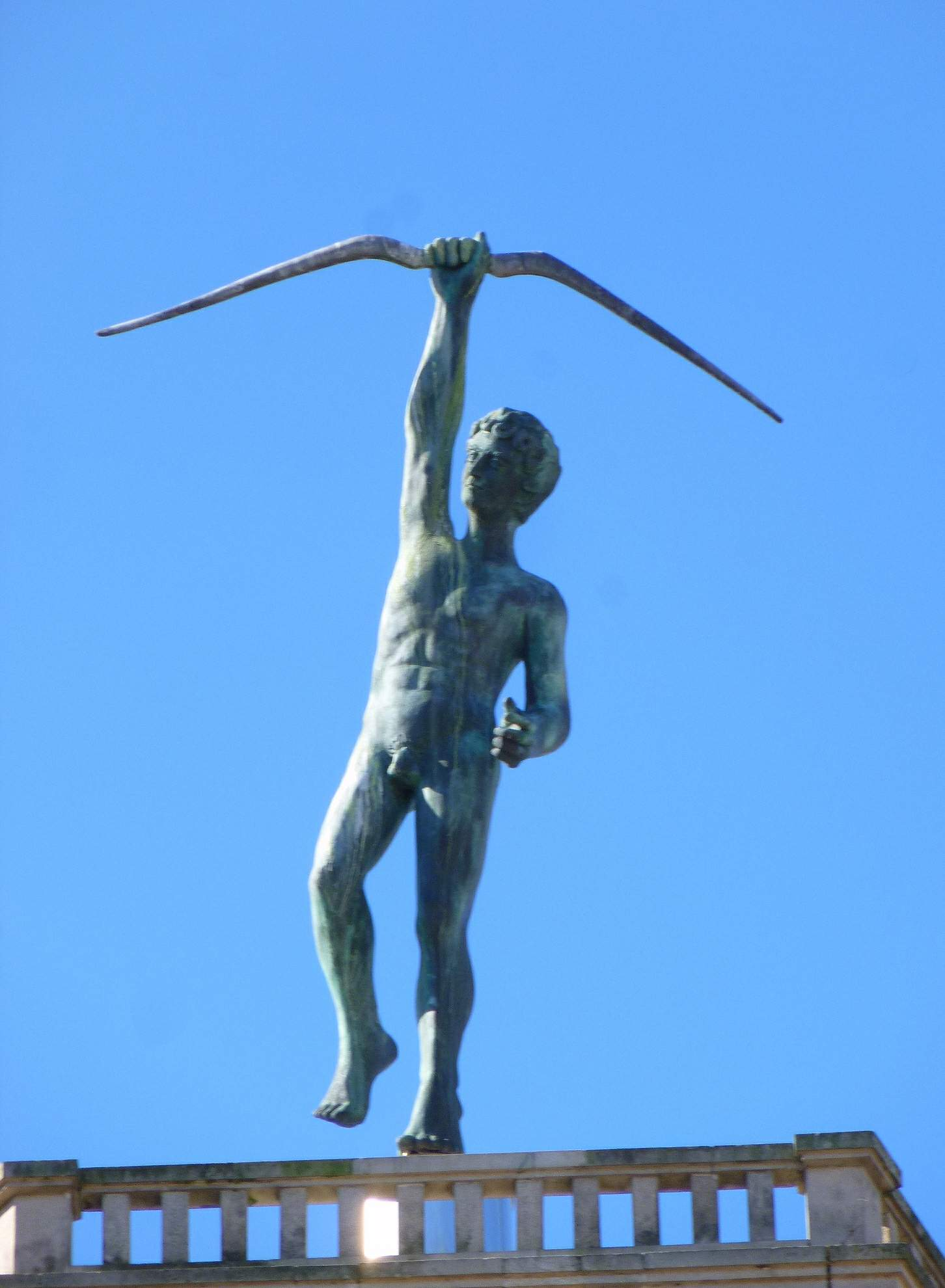
La statue de Teucros dominant la place
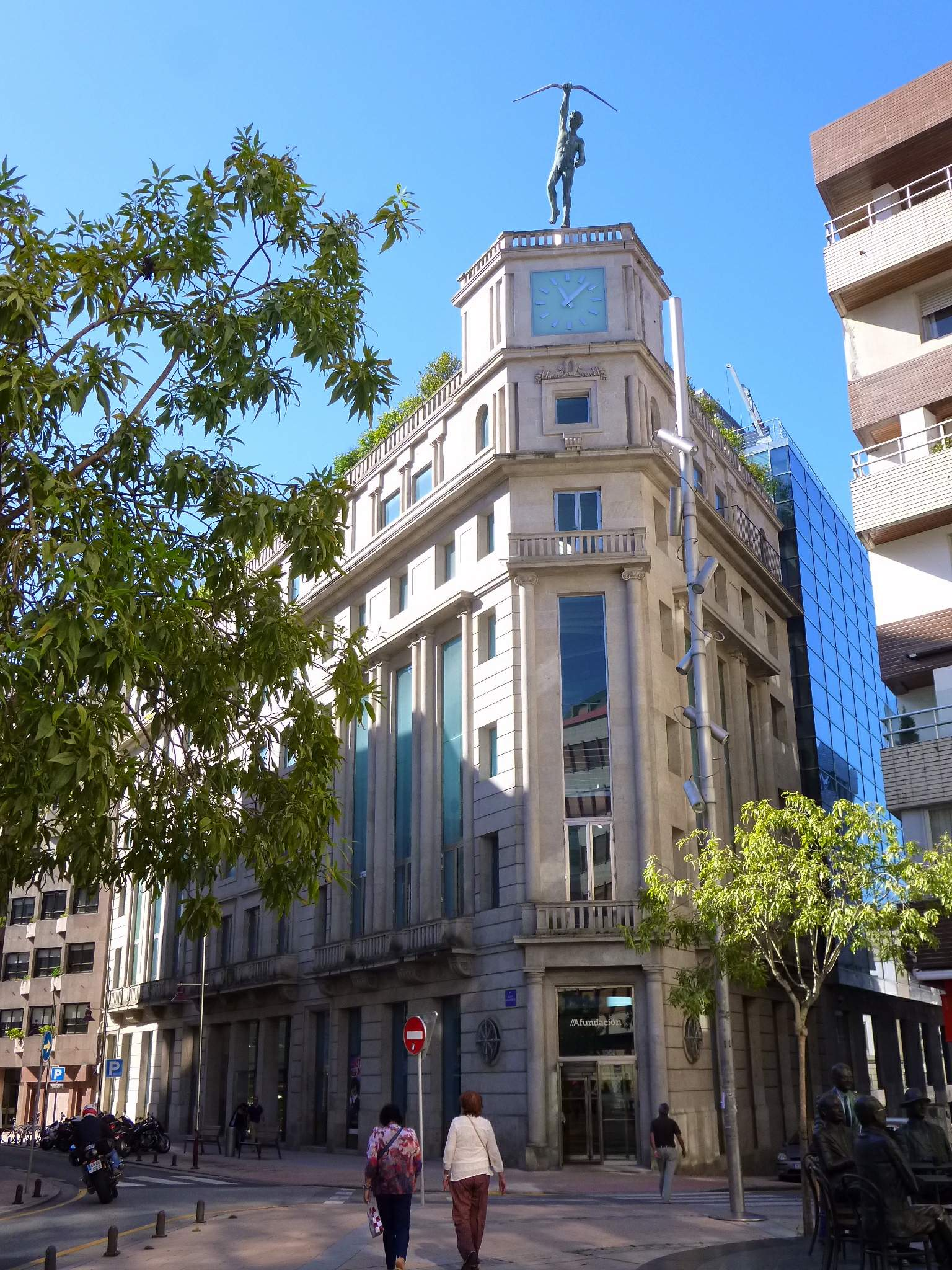
Bâtiment Caixa de Pontevedra
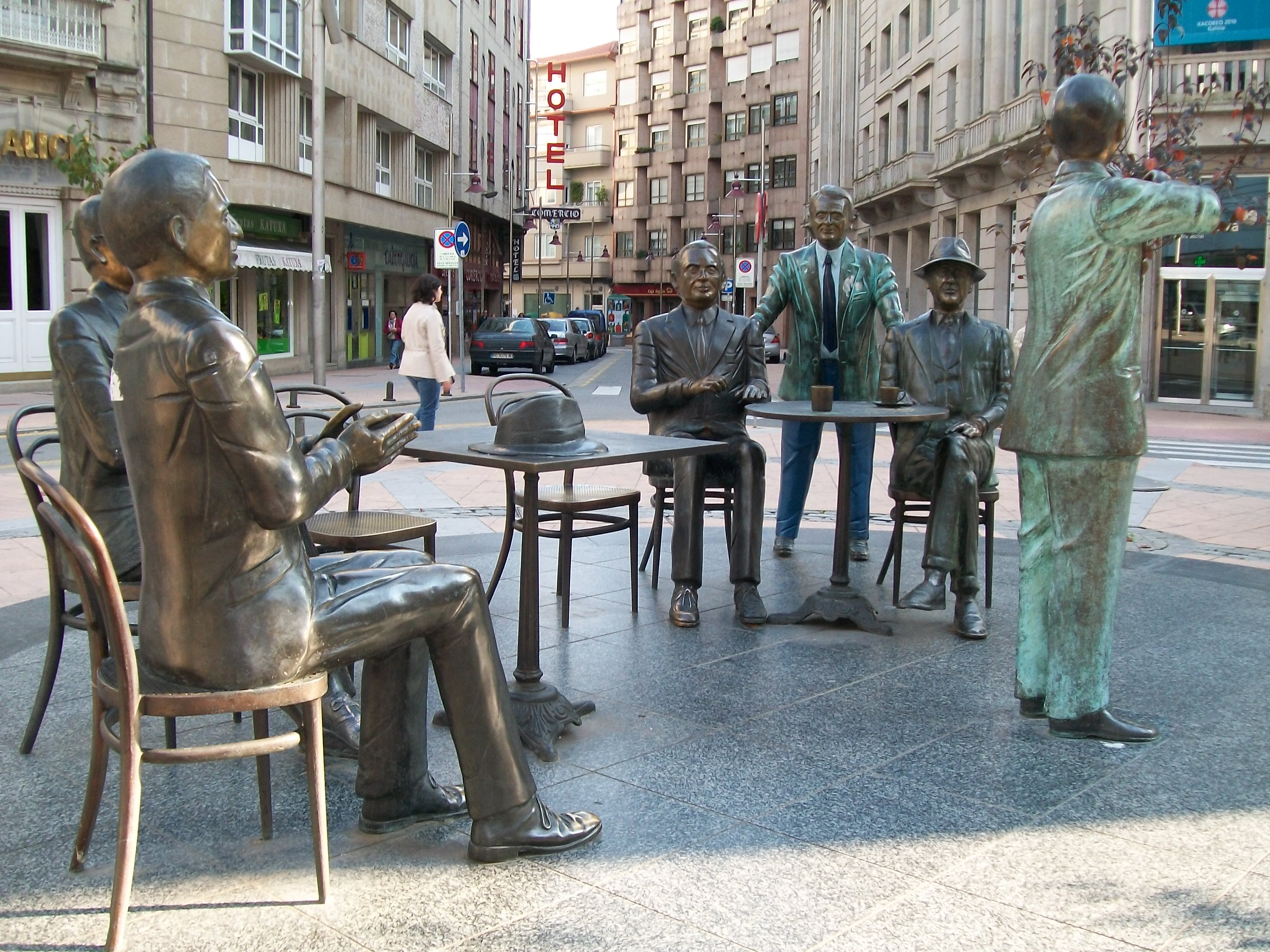
Monument à la Tertulia